# 우산이끼

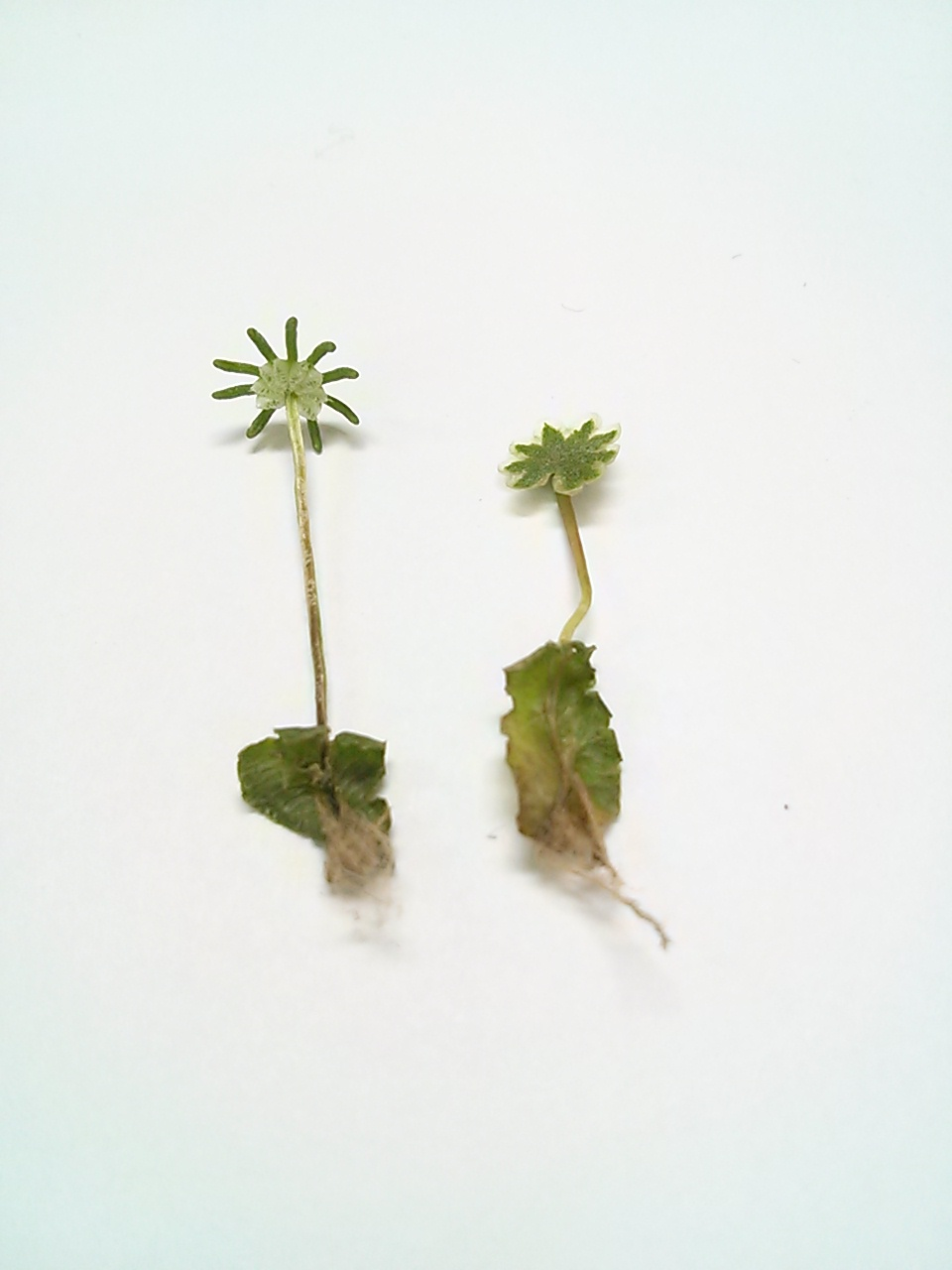
우산이끼 수그루와 암그루.

우산이끼(雨傘--)는 우산이끼과 우산이끼속 이끼의 총칭이다. 대한민국에서도 전국 각지를 비롯하여, 전 세계에 널리 분포하고 있으며, 인가 부근의 그늘지고 축축한 토양에 군생한다.
배우체는 잎 모양(엽상체)이고, 두 갈래로 갈라져 마치 땅 위를 기어가는 것 같이 자라난다. 엽상체는 폭이 1-2cm이며, 등면에는 길쭉한 육각형의 그물코 무늬가 배열되어 있고, 그 중앙에는 작은 구멍(기실공)이 있다. 또, 배면에는 적자색의 비늘조각과 단세포로 된 긴 헛뿌리가 있다.
엽상체(잎 모양)의 내부 구조는 상당히 복잡하여 등면 쪽에 동화 조직, 배면 쪽에 기본 조직이 분화되어 있다. 동화 조직에는 '기실'이라고 부르는 큰 간극이 있어서 기실공을 통하여 외계와 연락되고, 기실 속에는 녹색의 세포가 불규칙하게 배열되어 있다. 한편, 기본 조직은 군데군데에 갈색의 커다란 지방 입자를 가진 세포로 이루어져 있다. 등면 중앙부에는 군데군데에 잔 모양의 배상체가 생기고, 그 속에 많은 무성아가 형성된다. 이 무성아는 빗물에 씻겨 다른 곳으로 운반되며, 그곳에서 싹이 터서 모체와 같은 엽상체가 된다.
우산이끼는 암수딴그루로 봄에서 여름에 걸쳐 생식 기관을 만드는 가지(자기탁(암그루)·웅기탁(수그루))가 생기는데, 이들은 엽상체의 일부가 변형된 것이다. 자기탁은 3-5cm 되는 자루 끝에 손가락 모양을 한 8-10개 정도의 돌기가 방사상으로 나와 있는 구조를 이루는데, 돌기와 돌기 사이에는 몇 개씩의 장란기가 생긴다. 한편, 웅기탁은 1-2cm 되는 자루와, 그 끝부분이 파도 모양으로 8갈래로 갈라진 원반 모양의 부분으로 이루어져 있다. 그 원반에는 많은 구멍이 있고 그 속에 1개씩의 장정기가 들어 있다. 꼬투리자루는 밝고 투명하며, 꼬투리는 달걀 모양이고 꼬투리벽은 1층의 세포로 되어 있어, 그 속에 많은 포자와 탄사가 들어 있다. 탄사는 감수 분열 전의 포자 형성 세포와 같은 것으로, 나선 모양의 두꺼운 막을 가진 길쭉한 세포이며 건습 운동을 한다. 포자가 성숙되면 꼬투리벽이 불규칙하게 터지면서 탄사의 건습 운동에 의해 포자가 튀어나온다. 포자가 방출된 포자체는 곧 말라죽는다. 한편, 포자가 적당한 환경에 접하게 되면 곧 싹이 터서 몇 개의 세포로 된 원사체가 되는데, 이것은 점차 배우체로 생장하게 된다.

## 종
- Marchantia berteroana
- Marchantia chenopoda
- Marchantia domingenis
- Marchantia foliacia
- Marchantia inflexa
- Marchantia macropora
- Marchantia paleacea
- Marchantia polymorpha

## 같이 보기
- 무성생식

## 참고 문헌
- 이 문서에는 다음커뮤니케이션(현 카카오)에서 GFDL 또는 CC-SA 라이선스로 배포한 글로벌 세계대백과사전의 내용을 기초로 작성된 글이 포함되어 있습니다.